# Idith Zertal
Idith Zertal (geboren 12. November 1945 im Kibbutz Ein Shemer, Völkerbundsmandat für Palästina) ist eine israelische Historikerin.

## Leben
Idith Zertal studierte an der Hebräischen Universität Jerusalem. Sie arbeitete als Journalistin. Zertal wurde Professorin für Geschichte an der Hebräischen Universität Jerusalem. Sie hatte Gastprofessuren an der Universität Basel, an der Universität Chicago und an der École des Hautes Études en Sciences Sociales in Paris. Zertal wird zu den Neuen israelischen Historikern gerechnet.
Sie kandidierte bei den Parlamentswahlen 2013 für die sozialdemokratische Partei Meretz.

## Schriften (Auswahl)
- From Catastrophe to Power: The Holocaust Survivors and the Emergence of Israel. Berkeley : University of California Press, 1998 ISBN 0-520-21578-8
- Nation und Tod : der Holocaust in der israelischen Öffentlichkeit. Übersetzung aus dem Hebräischen Markus Lemke. Göttingen : Wallstein, 2003 ISBN 978-3-89244-697-2 Aufsatzsammlung
- Israel’s Holocaust and the Politics of Nationhood. Cambridge : Cambridge University Press, 2005 ISBN 0-521-85096-7
- mit Akiva Eldar: Die Herren des Landes : Israel und die Siedlerbewegung seit 1967. Aus dem Englischen von Markus Lemke. München : Deutsche Verlags-Anstalt, 2007 ISBN 978-3-421-04268-2
- A State on Trial: Hannah Arendt vs. the State of Israel, in: Social Research: An International Quarterly 74 (4), 2007, S. 1127–1158
- mit Jacques Picard, Jacques Revel, Michael P. Steinberg (Hrsg.): Makers of Jewish modernity : thinkers, artists, leaders, and the world they made. Princeton : Princeton University Press, 2016 ISBN 978-0-691-16423-6
- Friendship in the Time of Cholera, in: Konrad J. Kuhn, Katrin Sontag, Walter Leimgruber (Hrsg.): Lebenskunst : Erkundungen zu Biographie, Lebenswelt und Erinnerung : Festschrift für Jacques Picard. Köln : Böhlau, 2017 ISBN 978-3-412-50755-8, S. 497–508 [Essay über Hannah Arendt ]